# Mèo Birman
Mèo Birman, còn được gọi dưới cái tên khác là "Mèo thiêng của Miến Điện", là một giống mèo nhà. Birman là một giống mèo có lông dài, những đốm màu điểm xuyến nổi bật trên một bộ lông mượt mà, đôi mắt xanh thẳm, và những đôi chân có màu sắc tương phản, được gọi với những cụm từ như "găng tay" màu trắng hoặc "vớ".
Tên giống này có nguồn gốc từ Mèo Birmanie, một hình thức mèo đến từ Pháp và lai dạng Miến Điện. Giống Birman lần đầu tiên được công nhận ở Pháp bởi Cat Club de France vào năm 1925, sau đó ở Anh bởi Hội đồng quản trị của Cat Fancy (GCCF) vào năm 1966 và tại Hoa Kỳ bởi Hiệp hội những người yêu mèo (CFA) vào năm 1967. Nó cũng được Hiệp hội Mèo Canada (CCA) và Hiệp hội Mèo Quốc tế (TICA) công nhận năm 1979.

## Đa dạng di truyền
Nghiên cứu năm 2008 "Sự phát triển của giống mèo: Đánh giá di truyền của các giống và các quần thể ngẫu nhiên trên toàn thế giới" của Lipinski et al. cho thấy rằng Birman có một trong những giống mèo có mức độ đa dạng di truyền thấp nhất trong số tất cả các giống được nghiên cứu.

## Quy ước đặt tên Mèo Birman
Nhiều nhà lai tạo Birman theo truyền thống của Pháp, quyết định về việc gán tất cả mèo con sinh ra trong một năm cụ thể với tên bắt đầu bằng cùng một chữ cái của bảng chữ cái. Các quốc gia có nhà lai tạo sử dụng quy ước này bao gồm Canada, Pháp, Anh, Mỹ, Úc và New Zealand. Mèo con sinh năm 2016 sẽ bắt đầu bằng chữ N, và vào năm 2017 O...